# عدد كابتاكسي
في الرياضيات، يسمى العدد n-th باسم عدد الكابتاكسي Cabtaxi number, وتختصر عادة بالكابتاكسي (n), وتعرف بأنه أصغر عدد صحيح موجب والتي يمكن أن تكتب كمجموع عددين موجبة أو سالبة أو 0 مكعبة على طرق n. وهذه الأرقام موجودة في جميع أنواع n (لأن أعداد التاكسيكاب موجودة في جميع أنواع n); على أية حال، هناك 10 أرقام فقط معروفة حتى الآن (متسلسلة A047696 في OEIS):
{\displaystyle {\begin{matrix}\mathrm {Cabtaxi} (1)&=&1&=&1^{3}\pm 0^{3}\end{matrix}}}
{\displaystyle {\begin{matrix}\mathrm {Cabtaxi} (2)&=&91&=&3^{3}+4^{3}\\&&&=&6^{3}-5^{3}\end{matrix}}}
{\displaystyle {\begin{matrix}\mathrm {Cabtaxi} (3)&=&728&=&6^{3}+8^{3}\\&&&=&9^{3}-1^{3}\\&&&=&12^{3}-10^{3}\end{matrix}}}
{\displaystyle {\begin{matrix}\mathrm {Cabtaxi} (4)&=&2741256&=&108^{3}+114^{3}\\&&&=&140^{3}-14^{3}\\&&&=&168^{3}-126^{3}\\&&&=&207^{3}-183^{3}\end{matrix}}}
{\displaystyle {\begin{matrix}\mathrm {Cabtaxi} (5)&=&6017193&=&166^{3}+113^{3}\\&&&=&180^{3}+57^{3}\\&&&=&185^{3}-68^{3}\\&&&=&209^{3}-146^{3}\\&&&=&246^{3}-207^{3}\end{matrix}}}
{\displaystyle {\begin{matrix}\mathrm {Cabtaxi} (6)&=&1412774811&=&963^{3}+804^{3}\\&&&=&1134^{3}-357^{3}\\&&&=&1155^{3}-504^{3}\\&&&=&1246^{3}-805^{3}\\&&&=&2115^{3}-2004^{3}\\&&&=&4746^{3}-4725^{3}\end{matrix}}}
{\displaystyle {\begin{matrix}\mathrm {Cabtaxi} (7)&=&11302198488&=&1926^{3}+1608^{3}\\&&&=&1939^{3}+1589^{3}\\&&&=&2268^{3}-714^{3}\\&&&=&2310^{3}-1008^{3}\\&&&=&2492^{3}-1610^{3}\\&&&=&4230^{3}-4008^{3}\\&&&=&9492^{3}-9450^{3}\end{matrix}}}
{\displaystyle {\begin{matrix}\mathrm {Cabtaxi} (8)&=&137513849003496&=&22944^{3}+50058^{3}\\&&&=&36547^{3}+44597^{3}\\&&&=&36984^{3}+44298^{3}\\&&&=&52164^{3}-16422^{3}\\&&&=&53130^{3}-23184^{3}\\&&&=&57316^{3}-37030^{3}\\&&&=&97290^{3}-92184^{3}\\&&&=&218316^{3}-217350^{3}\end{matrix}}}
{\displaystyle {\begin{matrix}\mathrm {Cabtaxi} (9)&=&424910390480793000&=&645210^{3}+538680^{3}\\&&&=&649565^{3}+532315^{3}\\&&&=&752409^{3}-101409^{3}\\&&&=&759780^{3}-239190^{3}\\&&&=&773850^{3}-337680^{3}\\&&&=&834820^{3}-539350^{3}\\&&&=&1417050^{3}-1342680^{3}\\&&&=&3179820^{3}-3165750^{3}\\&&&=&5960010^{3}-5956020^{3}\end{matrix}}}
{\displaystyle {\begin{matrix}\mathrm {Cabtaxi} (10)&=&933528127886302221000&=&77480130^{3}-77428260^{3}\\&&&=&41337660^{3}-41154750^{3}\\&&&=&18421650^{3}-17454840^{3}\\&&&=&10852660^{3}-7011550^{3}\\&&&=&10060050^{3}-4389840^{3}\\&&&=&9877140^{3}-3109470^{3}\\&&&=&9781317^{3}-1318317^{3}\\&&&=&9773330^{3}-84560^{3}\\&&&=&8444345^{3}+6920095^{3}\\&&&=&8387730^{3}+7002840^{3}\end{matrix}}}
إن أعداد الكابتاكسي (5), الكابتاكسي (6) والكابتاكسي (7) قد اكتشفت من قبل راندال إل. راثبون Randall L. Rathbun; أما عدد الكابتاكسي (8) فقد اكتشفت من قبل دانيال جيه. بيرنشتاين Daniel J. Bernstein; وأما عدد الكابتاكسي (9) فقد اكتشفها دنكان موور Duncan Moore, وذلك باستعمال طريقة بيرنشتاين. وأما عدد الكابتاكسي (10) فقد قررت مسبقاً من قبل كريستسان بويير Christian Boyer في عام 2006 وقد تم التحقق منها كعدد الكابتاكسي (10) بواسطة أوي هوليرباك Uwe Hollerbach وقررت على القائمة البريدية NMBRTHRY في مايو 16 2008.

## أصل التسمية
تشتق تسمية عدد الكابتاكسي والتي تعني (عدد سيارة أجرة) من تسمية عدد التاكسيكاب taxicab number والذي هو أصغر عدد يمثل بـ n صيغة على شكل مجموع مكعبي عددين. حيث تعود تسمية هذا الأخير من تسمية عدد هاردي-رامانجن عندما كان غودفري هارولد هاردي مستقلاً لسيارة أجرة من لندن لاحظ رقمها على أنه (1729) وفكر فيه قليلاً ولكنه يأس في النهاية قائلاً «إنه ليس أكثر من مجرد رقم» لكن سرينفاسا رامانوخان إيانغار قال «لا يا هاردي، إنه رقم ممتع جداً، حيث أنه أصغر عدد من الممكن التعبير عنه بمجموع مكعبي عددين بطريقتين مختلفتين».

## الوصلات الخارجية
- إعلان عن الكابتاكسي (9)
- إعلان عن الكابتاكسي (10)
- الكابتاكسي عند أويلر